# Pirueta

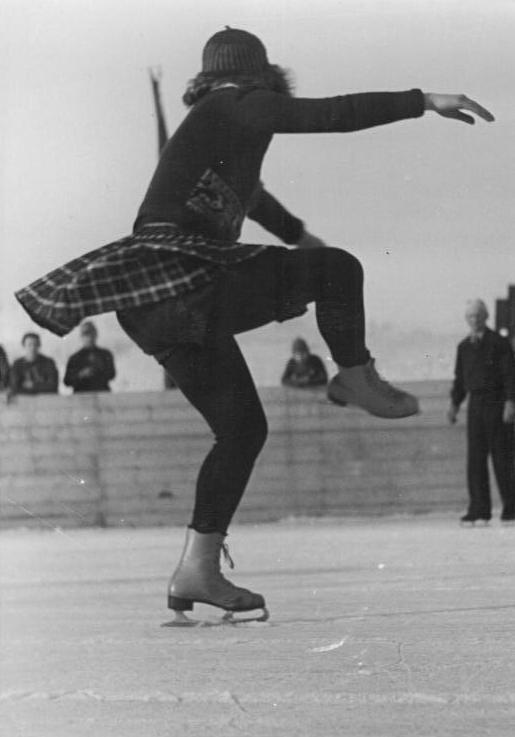
Bruslařská pirueta

Pirueta je zpravidla několikanásobná rychlá otočka (obrat) lidského nebo zvířecího těla na místě kolem svislé osy. Provádí se ve vzpřímené poloze, nejčastěji vestoje, případně v sedě. Používá se zejména jakožto důležitý taneční prvek v baletu, stala se nezbytnou součástí krasobruslení a gymnastiky, používá se občas i v některých artistických disciplínách - kupříkladu pří žonglování. U zvířat je běžná zejména v drezurním výcviku koní.

## Baletní pirueta
Tanečník nebo tanečnice se točí okolo své osy pouze na špičce jedné zpravidla napnuté nohy.

## Krasobruslařské piruety
Piruety v krasobruslení se dají provádět v celé škále různých variant a provedení od polohy vsedě až po vzpřímenou postavu a to na jedné nebo i na obou nohách. Existují i speciální varianty párové užívané v jízdách sportovních dvojic nebo v tancích na ledě.
Na rozdíl od baletních piruet, které se provádějí na jediném bodu, při krasobruslařské piruetě klouže jedna nebo obě brusle vpřed nebo vzad (nebo každá jiným směrem) a vytváří na ledě kresbu malého kroužku.

### Základní rozdělení
- a) vzpřímené
- b) nízké (v sedě)
- c) piruety ve váze
- d) piruety v záklonu

### Pomocné dělení podle směru
- vpřed
- vzad

## Přenesený význam slova
Slovo se občas používá i v přeneseném významu pro ty životní situace, které jsou charakteristické prudkými obraty a otočkami.